# Боровський (Пищузький район)
Боровський (рос. Боровской) — селище в Пищузькому районі Костромської області Російської Федерації.
Населення становить 391 особу. Входить до складу муніципального утворення Головинське сільське поселення.

## Історія
Від 1944 року населений пункт у складі Пищузького району відійшов до новоутвореної Костромської області.
Від 2007 року входить до складу муніципального утворення Головинське сільське поселення.

## Населення
| 2008 | 2010 | 2014 |
| ---- | ---- | ---- |
| 411  | ↘359 | ↗391 |